# Epopterus geminus
Epopterus geminus es una especie de coleóptero de la familia Endomychidae.

## Distribución geográfica
Habita en Colombia.